# Dacelo gaudichaud
La cucaburra ventrirrufa (Dacelo gaudichaud) es una especie de ave coraciforme de la familia Halcyonidae que vive en Nueva Guinea e islas circundantes. Recibe su nombre científico en honor del naturalista francés Charles Gaudichaud-Beaupré.

## Descripción
La mayor parte de su cabeza es negra, excepto una lista postocular blanca. También es blanca la ancha franja alrededor de su cuello. Su pecho y vientre son de color castaño rojizo y su pico es de color blanquecino, lo que les distingue del resto de cucaburras cuyos picos son más oscuros, aunque los juveniles lo tienen gris oscuro. Como en la cucaburra aliazul, ambos sexos pueden distinguirse por el color de su cola: azul en los machos y rufa en las hembras e inmaduros. Las cucaburras ventrirrufas son menores que otras especies de cucaburras, con medias de 28 cm de longitud y 143 gramos de peso, frente a los respectivos 46 cm y 335 g del cucaburra común. A pesar de lo cual se han registrado híbridos (infértiles) de cucaburra ventrirrufa con otras especies de cucaburras, aunque los estudios genéticos muestran claramente que es la más alejada genéticamente de las demás.

## Distribución y hábitat
Está ampliamente distribuida por las selvas de tierras bajas de Nueva Guinea. Además se encuentra en algunas de las pequeñas islas circundantes como las islas Aru, Yapen, Waigeo, Misool, Batanta y Gam. También se ha registrado en la isla Saibai, de Australia.
Es una especie poco común que vive en la selva densa, en contraposición a los demás cucaburras que prefieren espacios abiertos, y tampoco viven en grupos familiares sino que se encuentran solos o en parejas. Las cucaburras ventrirrufas suelen encontrarse en el estrato medio de la selva, desde donde pueden lanzarse desde sus perchas para atrapar a sus presas. A pesar de que suelen volar en línea recta son capaces de maniobrar y girar rápidamente entre los árboles de su hábitat.

## Comportamiento
La cucaburra ventrirrufa se alimenta principalmente de insectos grandes, y aunque se sabe que también pueden atrapar pequeños vertebrados, lo hace con menos frecuencia que sus parientes más grandes, y pueden ser ahuyentadas por otras aves con mayor facilidad cuando intentan hacerse con sus huevos o pollos. Los machos son muy agresivos cuando defienden su territorio, que tienen un tamaño entre 2 y 2,5 ha y a veces luchan violentamente con los intrusos.
Como sus parientes más grandes, cría en montículos de termitas. La temporada de reproducción suele ser entre mayo y octubre, aunque los juveniles no se dispersan totalmente hasta febrero y no se ha registrado que las parejas intenten una segunda puesta en el mismo año. Suelen poner dos huevos blancos, cuyo periodo de incubación se desconoce. Los juveniles no permanecen no permanecen en el núcleo familiar para ayudar a criar a la siguiente puesta, como ocurre en otros cucaburras.